# Miditerranean Pads
Miditerranean Pads è un album in studio del compositore tedesco Klaus Schulze, pubblicato nel 1990 e ristampato nel 1996. Secondo quanto riportato dal musicista, l'album "segnò una nuova direzione".
Alcune edizioni dell'album presentano solamente due tracce, ovvero Decent Changes e Percussion Planante, la prima delle quali di durata inferiore.

## Tracce
Tutte le tracce sono state composte da Klaus Schulze.
1. Decent Changes – 30:45
2. Miditerranean Pads – 14:12
3. Percussion Planante – 25:01

### Edizione contenente due tracce
1. Decent Changes – 25:15
2. Percussion Planante – 25:01

## Formazione
- Klaus Schulze - strumentazione elettronica
- Georg Stettner - sintetizzatore (solo in Miditerranean Pads)
- Elfi Schulze - voce (solo in Miditerranean Pads)